# Borszeszégő
A borszeszégő egy laboratóriumi hőforrás. Inkább kisebb laboratóriumokban, iskolákban használják, mivel lánghőmérséklete csak 400-500 °C, szemben a Bunsen-égő 1100-1200 °C értékével.

## Szerkezete
Négy részből áll: 
- egy tartályból, ami általában üvegből készül;
- egy porcelán vagy fém gyűrűből, ami megakadályozza, hogy a kanóc visszaégjen, és ez által balesetet okozzon;
- egy kanócból, ami  igazából nem ég. A feladata, hogy felszívja az éghető anyagot, ami általában etanol (más néven borszesz) vagy denaturált szesz (spiritusz); és izopropilalkohol
- egy kupakból.

## Működési elve
A kanóc felszívja a tartályból az etanolt. Az égőt úgy gyújtjuk meg, hogy az alkohollal átitatott kanóc tetejét a szesz gyulladáspontjára melegítjük, például egy gyufa lángjával. Ekkor az éghető anyag égni kezd, miközben a kanóc folyamatosan utánpótolja azt a tartályból. A kanóc anyaga szintén eléghet, de ez nem tartozik a folyamat lényegi részéhez, mivel nem jár jelentős hőtermeléssel.

## Biztonsági előírások
Az égő használata egyszerű, az esetleges balesetek megelőzésére azonban néhány szabályt be kell tartani. 
- Az égőt használaton kívül a kupakkal lefedett kanóccal tároljuk!
- Ha a folyadéktartályból az alkohol 70-80%-a elfogyott, töltsük fel újra az eszközt!
- Az eszközt alkohollal feltölteni csak akkor szabad, ha a kanóc nem ég.
- Az égőt gyufával vagy gyújtópálcával gyújtsuk meg, és sohasem másik borszeszégő lángjával!
- A lángot ne fújással, hanem a zárókupak ráhelyezésével oltsuk el!
- A fenti előírások szigorú betartása mellett a borszeszégő tanulói kísérletezésre is alkalmas.

## Lásd még
- Bunsen-égő
- Teclu-égő

## Külső hivatkozások
- Fizikai kísérletek gyűjteménye. X.1. rész. Hőforrások. Archiválva 2009. június 3-i dátummal a Wayback Machine-ben